# Пелагија Рјазинска
Пелагеја Рјазанскаја (Пелагеја Захаровскаја, право име Пелагеја Александровна Лобачева; 20. октобар 1890 - 6. децембар 1966) - православна хришћанска Рјазанске области, коју неки поштују као блажену, старицу и пророчицу, која је стекла славу у 1990-их захваљујући пророчанствима које су објавили њени обожаваоци.
Супротно популарном веровању, она није званично канонизована као светитељка. Поштовање Пелагеје критикују поједини представници цркве.

## Биографија
Рођена је 20. октобра 1890. године у селу Захарово, Рјазанска губернија (сада Захаровски округ, Рјазанска област) у породици сељака Александра и Наталије Иевлев. У пасошу је уписана као Лобачева - по презимену њеног деде. Била је четврто дете у породици. Девојчица је рођена слепа - није имала зенице, међутим, према некима, имала је добро памћење (могла је да научи велике псалме и молитве) и, према речима њених обожавалаца, проницљивост.
Пелагејини родитељи су рано умрли. Брат и сестре су слепу Пелагеју сматрали теретом за породицу. Неко време је живела са сестром у селу Жокино, а након што се сестра преселила у Москву остала је сама. Дуго је лутала по туђим кућама и живела од милостиње. Склонио ју је велики верујући брачни пар Петар и Анастасија Орлов. Пелагеја је постала и кума и учитељица њиховој породици. Према народном предању, многи верници су се молитвама блажене исцељивали од болести и добијали савете и духовно руковођење. У мају 1963. Анастасиа је умрла. У јесен 1966, Пелагеју је у Москву одвела Анастасијина ћерка Нина Петровна.
Умрла је 6. децембра 1966. године. Опело је одржано у Саборној цркви Бориса и Глеба у Рјазању. Сахрањена је у селу Захарово, са малом молитвеном капелом подигнутом над њеним гробом. Према неким доказима, за живота је рекла: „Дођи на мој гроб и све ми испричај. Иако нећу бити са тобом, све ћу чути и покушати да помогнем”.